# Colombo (Buio Pesto)
Colombo è il quarto album in studio del gruppo musicale italiano Buio Pesto, pubblicato nel 2000.

## Descrizione
L'album ha venduto 5 000 copie.

## Tracce
1. Pin de musse
2. Colombo
3. Me n'imbelino
4. Zeneize
5. Comme semmo contenti
6. Pellaia Gianbelino
7. Mi m'attasto se ghe son (con Voci d'Alpe)
8. Oua scì che ghe semmo
9. Notte de Natale
10. A l'ea unn-a figetta (con Lorenzino) – cover de I Trilli
11. Superbeccione – sulla base di Supercafone di Er Piotta
12. Ruzzo & Buzzo – sulla base di Rootsie & Boopsie  di Papa Winnie
13. Crêuza de mä – cover di Fabrizio De André
14. A coppa do beccion – sulla base di La copa de la vida di Ricky Martin
15. O Titanic – sulla base di My Heart Will Go On di Céline Dion
16. Odo de Zena (con Max Parodi)
17. Sarà la nostalgia (con Sandro Giacobbe) – cover di Sandro Giacobbe
18. Sensa parolle

## Formazione
- Massimo Morini – voce e tastiera
- Davide Ageno – chitarra e voce
- Alex Pagnucco – basso
- Danilo Straulino – batteria
- Andrea Paglierini – voce